# Cayuses

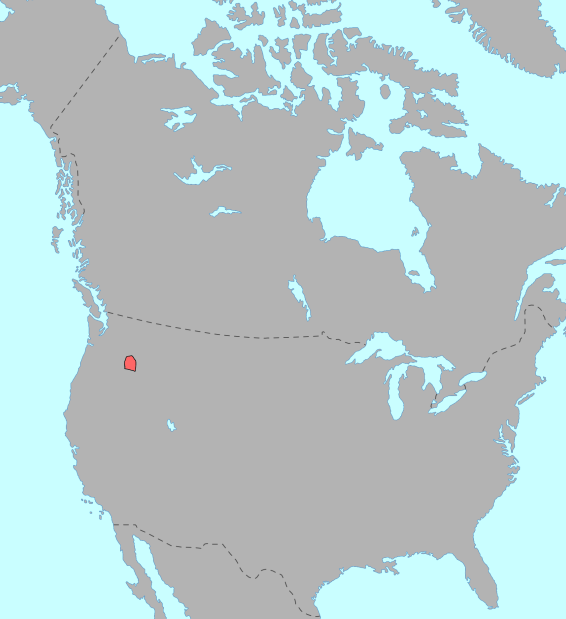
Cayuse

Els cayuses són una tribu índia del grup wailatpua, que parla una llengua aïllada però relacionada amb el grup penutià. Segons Haruo Aoki (1998) s'anomenaven a ells mateixos Liksiyu, "nosaltres, el poble". Formen part de la tribu reconeguda federalment de les Tribus Confederades de la Reserva índia Umatilla.

## Localització
Vivien a les Blue Mountains d'Oregon. Actualment viuen a la reserva índia Umatilla (Oregon), però el seu quarter general és a Pendleton (Oregon).

## Demografia
Els cayuses el 1904 eren 404 individus, però només es va trobar un de pura sang a la reserva el 1902. El 1960 havien baixat a 384. Segons el cens dels EUA del 2000, els cayuses eren 60 purs, 29 amb altres tribus, 34 amb altres races i 3 amb altres races i altres tribus. En total, 126 individus. Segons dades de la BIA del 1995, a la Reserva índia Umatilla d'Oregon hi havia 2.154 habitants (1.855 en el rol tribal).

## Llengua
El cayuse és una llengua aïllada. Alguns acadèmics han proposat que podria estar relacionada amb el molala, formant la família Waiilaptuan dins les llengües penutianes dels turons. Aquesta proposta no ha estat demostrada del tot. La llengua es va extingir a finals del segle xix.

## Costums
Els cayuses antigament foren coneguts per la seva riquesa en la possessió de cavalls, i àdhuc donaren nom a una espècie de poni. Foren proveïdors de cavalls a moltes tribus de la zona.
Tenien dues llengües, una d'ús quotidià, i l'altra emprada en el Consell de la Tribu. Vivien en cabanes oblongues o en tipis fets de branques de matolls. Les dones duien barrets de palla cònics i mantes guarnides amb granissa de vidre. Els homes duien camises d'ant amb forats i serrells.
En la resta de trets eren semblants a les altres tribus de la plana, i la seva unitat social era la família.

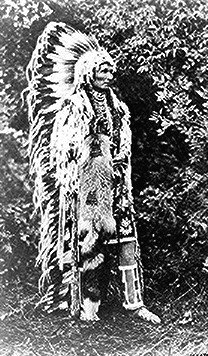
Umapine (Wakonkonwelasonmi), cap cayuse, 1909

## Història
Llur nom cayuse derivava d'una paraula francesa adoptada pels primers paranyers canadencs a la zona. Estaven força relacionats amb les tribus veïnes nez percé i walla walla, però la seva llengua és aïllada mentre que els seus veïns parlaven sahaptin.
Els indis cayuse eren una tribu nòmada que ocupava els territoris als marges dels rius Walla Walla, Umatilla, i Grande Ronde, i des de les Blue Mountains al riu Deschutes a Washington i Oregon.
Els cayuse eren coneguts per la seva valentia i com a genets. Criaven els seus cavalls per a la velocitat i la resistència, desenvolupant el que ara s'anomena poni Cayuse. Sovint estan en conflicte amb els indis Snake i altres tribus més petites.
Els cayuse patiren quan els colons blancs es van traslladar al seu territori en grans quantitats després de l'obertura del Camí d'Oregon el 1842. Fins i tot els colons competiren amb ells per la cacera i l'aigua. Una multitud de blancs van envair la regió durant la febre de l'or de Califòrnia a principis de 1848 i quan l'or va ser descobert a l'est d'Oregon el 1862.
La tribu va obtenir àmplia notorietat en els primers dies de la colonització blanca del territori. El 1838 Marcus Whitman, la seva esposa Narcissa i Eliza Spalding van establir una missió entre el cayuse (Missió Wailatpua) en un lloc prop de set quilòmetres de l'actual ciutat de Walla Walla. El 1847 una epidèmia de xarampió, portada pels colons blancs, es va traduir en una forta mortaldat entre la tribu. Els cayuse van creure que els missioners i la seva estranya religió l'havien causat (els nadius americans no tenien immunitat per a les malalties endèmiques eurasiàtiques portades pels americans europeus). Les tensions van créixer per les diferències culturals i la invasió dels colons.
Quan el 1847 els caps Tilokaikt i Tomahas, malalts, van anar a la missió per demanar medicines, Marcus es negà a donar-se-las, i per aquesta raó els dos indis el mataren juntament amb la seva esposa Narcissa i 13 indis més, i van capturar 54 dones i nens europeus americans per demanar rescat. També van destruir els edificis de la missió. Aquest atac va provocar una resposta armada dels Estats Units coneguda com a Guerra Cayuse.
Els cayuse va posar als captius a treballar juntament amb els altres membres de la tribu, els adults portaven la roba de la tribu. Van alliberar els ostatges després de la intervenció de la Companyia de la Badia de Hudson amb un intercanvi de 62 mantes, 63 camises de cotó, 12 rifles, 600 càrregues de munició, 7 lliures de tabac i 12 pedres a canvi dels presos 49 supervivents. Cornelius Gilliam va matar 30 cayuses i palus al seu campament, però fou mort en combat pels indis. La guerra es va acabar el 1850, quan els dos cabdills, Tilokaikt i Tomahas, foren fets presoners i penjats de la forca. Els cayuse van perdre la guerra i el 1853-1855 es van veure obligats a cedir les seves terres als Estats Units i compartir una reserva amb els umatilla i walla walla.
Abans de 1851, els cayuse s'havien barrejat per matrimoni amb els veïns nez percés, i molts van aprendre el seu idioma. En 1855 els cayuse es va unir al tractat amb els umatilla i walla walla pel qual es va formar la reserva índia Umatilla. Des de llavors han residit oficialment dins dels límits de la reserva. Durant la segona meitat del segle XX alguns membres es van traslladar a les ciutats en el marc del Pla de Reubicació Índia, un esforç per donar un millor accés als treballs contemporanis.

## Notables cayuses
- Tauitau (Young Chief), cap tribal, oncle i predecessor del següent cap (Weatenatemany), fou un líder i guerrer ben conegut[4]
- Young Chief (Weatenatemany, c.18??–1859), cabdill, nebot de Tauitau, esdevingué el nou Young Chief l'octubre de 1853, líder de la facció més conciliadora dels cayuse, mort en una escaramussa al Snake durant l'estiu de 1859.[4]
- Five Crows (Hezekiah), principal rival de Young Chief (Weatenatemany) pel rol de cabdill, germà de Tauitau, i líder dels cayuse hostils[4]